# ГЕС Сальто
ГЕС Сальто — гідроелектростанція на сході Бразилії у штаті Гояс. Знаходячись перед ГЕС Salto do Rio Verdinho, становить верхній ступінь каскаду на Ріо-Верде (права притока Парани, що впадає до її верхньої течії Паранаїби між ГЕС Сан-Сіман та Ілля-Солтейра).
У межах проєкту річку перекрили земляною греблею, спорудження якої почалось у 2007-му, а за два роки стало можливим перейти до наповнення сховища.
Пригреблевий машинний зал обладнали двома турбінами потужністю по 58 МВт (первісно проєкт передбачав спорудження станції з показником 108 МВт, проте вже під час будівництва його збільшили до 116 МВт. Проєктне виробництво станції становить 594 млн кВт·год електроенергії на рік.